# سينم أوزترك
غوزدَه سينَم أوزتُرك (بالتركية: Gözde Sinem Öztürk)‏ هي ممثلة ومذيعة تركية ولدت في يوم 9 يناير 1985 في مدينة إسطنبول في تركيا وثم عاشت مع عائلتها في ألمانيا وأكملت الدراسة في جامعة ماينز وفي سنة 2004 بدأت مشوارها الفني وقد مثلت في عدة أفلام ومسلسلات تركية.

## روابط خارجية
- سينم أوزترك على موقع IMDb (الإنجليزية)
- سينم أوزترك على موقع كينوبويسك (الروسية)